# Historia del transistor

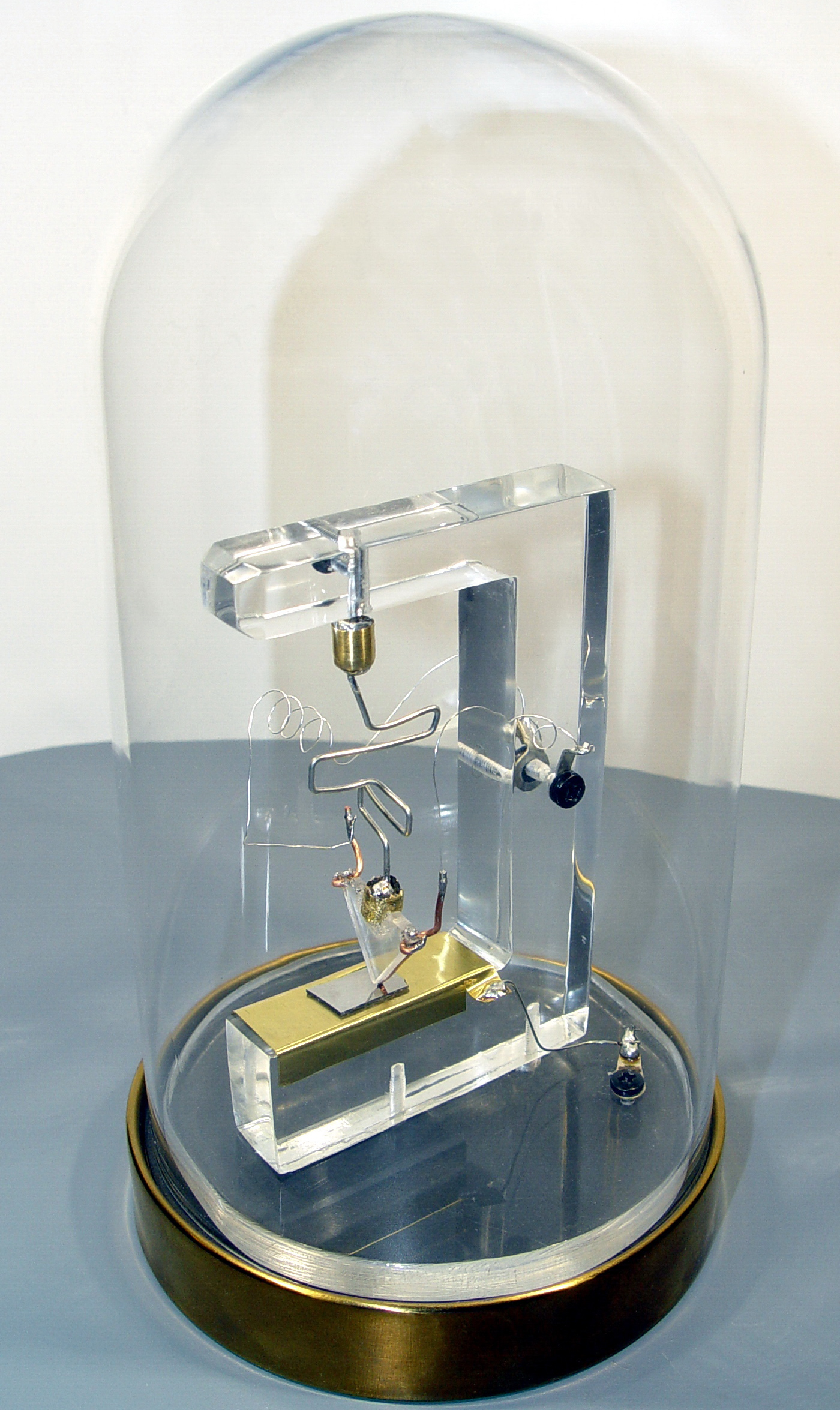
Una réplica del primer transistor en funcionamiento.

Varios historiadores de la tecnología consideran al transistor como "el mayor invento del siglo XX".Es el dispositivo electrónico básico que dio lugar a los circuitos integrados y demás elementos. Si el siglo XIX se basa en la máquina de vapor de James Watt, puede decirse que la era de las comunicaciones se ha basado en el transistor. 

## Objetivos iniciales
El transistor es un dispositivo de tres terminales que surge en los parques o  Laboratorios Bell de la AT&T. Se buscaba un conmutador de estado sólido para ser utilizado en telefonía y para reemplazar tanto a los relés como a los sistemas de barras. Luego se contempla la posibilidad de obtener el reemplazo de la válvula (o tubo) de vacío.
Quentin Kaiser escribió: "Si no hubiese sido por el microondas o el radar de UHF, probablemente nunca hubiéramos tenido la necesidad de detectores de cristal. Si no hubiéramos obtenido detectores de cristal, probablemente no habríamos tenido el transistor, salvo que hubiera sido desarrollado de algún modo completamente diferente".

## Antecedentes físicos
Se sabía que el contacto entre un alambre metálico y la galena (sulfuro de plomo II) permitía el paso de corriente en una sola dirección, tal como lo revelaron los trabajos de Carl Ferdinand Braun. El radar, por otra parte, al emplear frecuencias elevadas, debía utilizar un detector eficaz, con muy poca capacidad eléctrica, por lo que no era conveniente el uso de los diodos de vacío. El diodo de estado sólido era esencial para esa finalidad. En la década de los cuarenta estaba completo el estudio teórico de los contactos semiconductor-metal.
Uno de los inventores del transistor, Walter Brattain, escribió: "Ninguno en la profesión estaba seguro de la analogía entre un rectificador de óxido de cobre y un tubo diodo de vacío y muchos tenían la idea de cómo conseguir poner una rejilla, un tercer electrodo, para hacer un amplificador". 
Para modificar la conductividad de algunos semiconductores, se tuvo en cuenta los niveles de energía cuantificados de los átomos, que dan lugar a las bandas de energía cuando existen átomos distribuidos regularmente. El estudio del movimiento de los electrones en estas bandas, vislumbró la posibilidad de cambiar la conductividad eléctrica de algunos semiconductores agregando impurezas controladas adecuadamente, surgiendo así los materiales de tipo N y de tipo P.

## Origen de la denominación
Un diodo surge al unir un material N con uno P, el transistor surge de una unión de tipo NPN, o bien PNP. La denominación "transistor" fue sugerida por John R. Pierce, quién dijo: 

…y entonces, en aquella época, el transistor fue imaginado para ser el dual del tubo de vacío, así si un tubo de vacío tenía transconductancia, éste debe tener transresistencia, y así llegué a sugerir «transistor».

## Patentes de invención

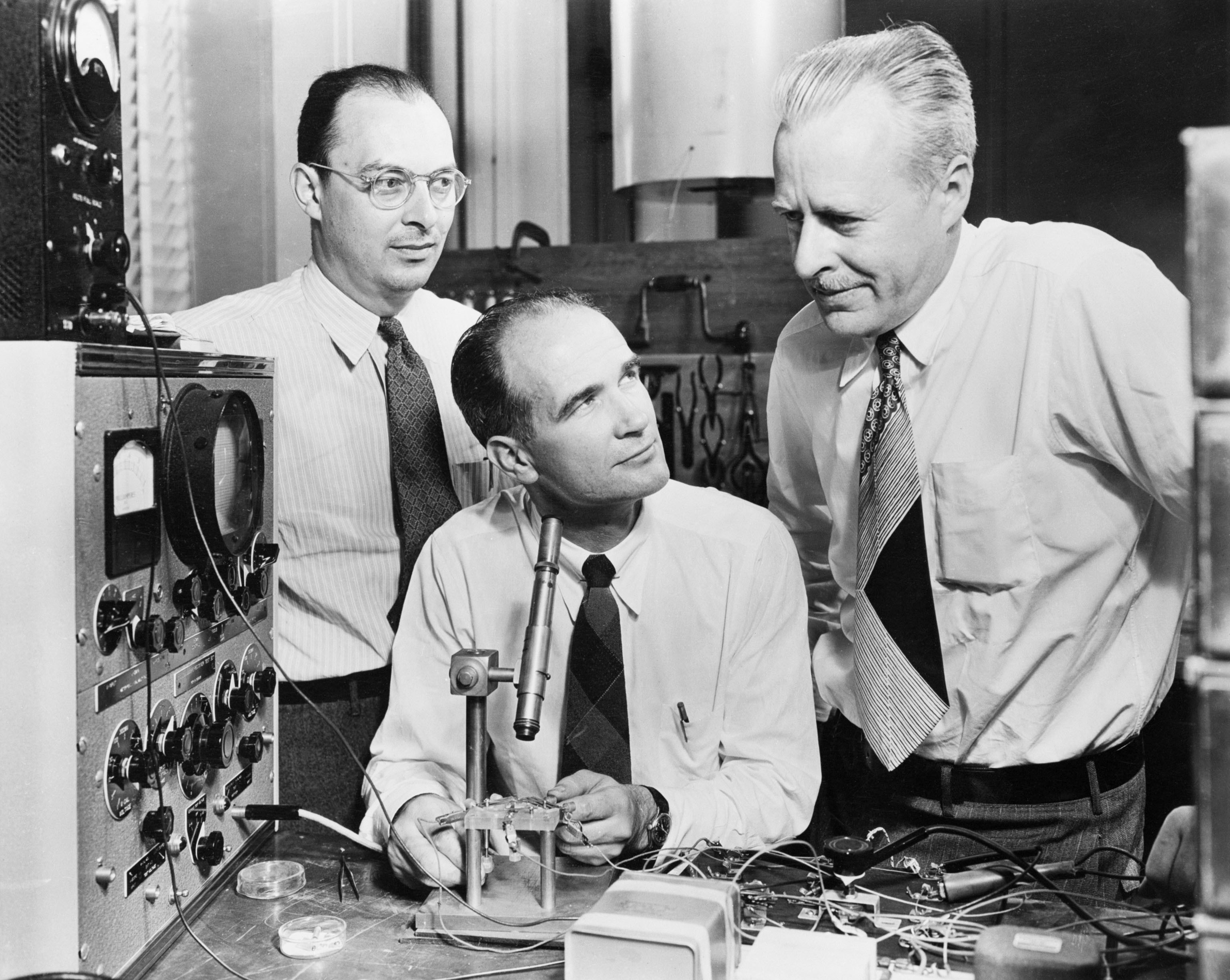
Foto (de izquierda a derecha) John Bardeen, William Shockley y Walter Brattain, los inventores del transistor, 1948

Para obtener la invención, luego de efectuarse las primeras pruebas, se lo mantuvo en secreto durante casi siete meses, hasta que se pudo detallar su funcionamiento en forma adecuada. Esta patente le fue concedida a John Bardeen y a Walter Brattain por el transistor de punta de contacto. La patente del transistor de juntura (o unión), aparecido en 1951, le fue concedida a William Shockley. Sobre este último transistor, E. Braun y S. Macdonald escriben: "Es asombroso que Shockley hubiera formulado la teoría precisa del transistor de unión bipolar al menos dos años antes de que el dispositivo fuese producido".

## Comportamiento elemental
Podemos hacernos una idea del comportamiento del transistor utilizando un circuito que utiliza una fuente de tensión continua, un indicador de corriente (miliamperímetro) y dos resistencias con sus respectivos interruptores. Estas resistencias se conectarán entre el colector y la base, mientras que la fuente se conectará entre colector y emisor.
Con ambos interruptores abiertos, no habrá corriente de base y el indicador de corriente, ubicado a la salida de la fuente, marcará una corriente nula. Si cerramos uno de los interruptores, habrá corriente de base y también de colector. Si cerramos ambos interruptores, habrá mayor paso de corriente. De ahí que podamos decir que el transistor se comporta como si fuese una resistencia cuyo valor es controlado por la corriente de base.

## Definición de amplificación
Una definición elemental de amplificación fue dada por William Shockley: "Si usted toma un fardo de heno y lo ata a la cola de una mula y a continuación le prende fuego, y compara luego la energía disipada a partir de entonces por la mula con la energía disipada antes por usted en frotar el fósforo, entenderá plenamente el concepto de amplificación".